# Ovikens församling
Ovikens församling var en församling i Härnösands stift och i Bergs kommun i Jämtlands län. Församlingen uppgick 2010 i Oviken-Myssjö församling.

Församlingskyrka var Ovikens gamla kyrka och Ovikens nya kyrka.

## Administrativ historik
Församlingen har medeltida ursprung. 
Den 1 januari 1977 tillfördes ett obebott område omfattande en areal av 0,8 km² (varav 0,8 km² land) från Norderö församling. Samtidigt överfördes från Ovikens församling till Marby församling ett område med 9 invånare och omfattande en areal av 0,4 km² (varav 0,4 km² land).
Församlingen uppgick 2010 i Oviken-Myssjö församling.

### Pastorat
- Medeltiden till omkring 1400: Moderförsamling i pastoratet Oviken och Myssjö.
- Omkring 1400 till 1530: Moderförsamling i pastoratet Oviken, Myssjö och Berg.
- 1530 till 29 juli 1532: Moderförsamling i pastoratet Oviken, Myssjö, Berg, Rätan och Klövsjö.
- 29 juli 1532 till omkring 1650: Moderförsamling i pastoratet Oviken, Myssjö, Berg, Rätan, Klövsjö och Hackås.
- Omkring 1650 till 13 april 1860: Moderförsamling i pastoratet Oviken, Myssjö och Hackås.
- 13 april 1860 till 1864: Moderförsamling i pastoratet Oviken, Myssjö, Hackås och Gillhov.
- 1864 till senast 1998: Moderförsamling i pastoratet Oviken och Myssjö.
- Senast 1998 till 2008: Moderförsamling i pastoratet Oviken, Myssjö och Hackås.[4]
- 2008 till 2010: Församlingen ingick i Södra Jämtlands pastorat.

## Kyrkoherdar
Lista över kyrkoherdar.
| Ämbetstid | Namn                   | Levnadstid | Övrigt |
| --------- | ---------------------- | ---------- | ------ |
| 1345      | Peter                  |            |        |
| 1376      | Lauris                 |            |        |
| 1386–1405 | Henrik                 |            |        |
| 1418–1419 | Matthis                |            |        |
| 1431–1438 | Jenis Jacobsson        |            |        |
| 1461      | Peder                  |            |        |
| 1466–1487 | Severin Hansson        |            |        |
| 1494      | Staphan                |            |        |
| 1500–1525 | Nils Gudmundsson       |            |        |
| 1526–1563 | Erik Andersson         |            |        |
| 1563–1571 | Nicolaus Stephani      |            |        |
| 1572–1611 | Erik Mogensson Blix    |            |        |
| 1611–1613 | Jonas Palma            |            |        |
| 1615–1632 | Sigvard Hansen         |            |        |
| 1633–1649 | Jens Hemmingson        |            |        |
| 1650–1678 | Andreas Elavi          | 1605–1682  |        |
| 1678–1701 | Johannes Olai Drake    | 1634–1701  |        |
| 1703–1731 | Petrus Jacobi Eurenius | 1660–1731  |        |
| 1732–1747 | Olaus Magni Flodalin   | 1675–1747  |        |
| 1748–1764 | Daniel Salin           | 1706–1764  |        |
| 1767–1774 | Samuel Erici Huss      | 1717–1774  |        |
| 1777–1818 | Johan Behm             | 1736–1818  |        |
| 1820–1858 | Laurentius Edvall      | 1788–1858  |        |
| 1860–1878 | Olof Tirén             | 1817–1889  |        |
| 1879–1922 | Magnus Bergman         | 1839–1922  |        |

## Kyrkor
- Ovikens gamla kyrka
- Ovikens nya kyrka